# Musée Sidi-Mohammed-ben-Abdellah
Le musée Sidi-Mohammed-ben-Abdellah  est un musée marocain, situé à Essaouira.

## Aperçu historique
La bâtisse abritant le musée Sidi-Mohammed-ben-Abdellah, du nom du sultan alaouite Sidi Mohammed ben Abdellah (1721-1790), date du XIXe siècle. Sa structure initiale a subi plusieurs changements. Étant une demeure seigneuriale composée de plusieurs chambres s'ouvrant sur un patio doté d'une fontaine, la bâtisse est devenue pendant le protectorat le siège de l'hôtel de ville. Après l'indépendance, le monument a abrité les services municipaux avant de devenir la maison des jeunes.
Le 20 octobre 1980, le monument a été choisi pour abriter le musée de la ville et de sa région, avec comme objectif majeur de conserver et présenter le patrimoine culturel de la province d'Essaouira.

## L'exposition permanente

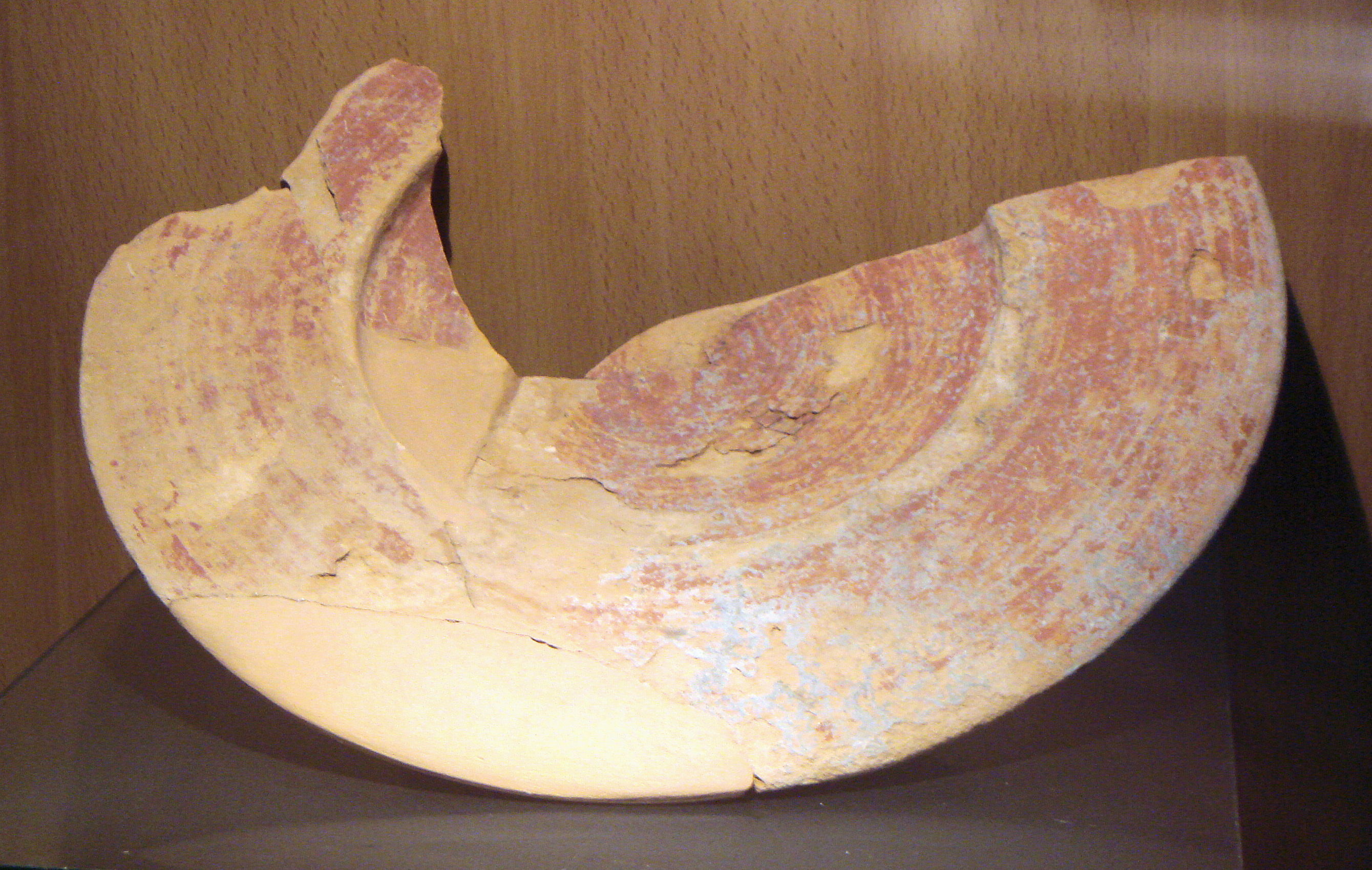
Assiette phénicienne,, retrouvée sur l'île de Mogador, et exposée au musée.

Le parcours du musée s'organise comme suit :

### Rez-de-chaussée
Présente au visiteur des informations générales sur l'histoire de la ville et de sa région depuis les époques préhistorique, antique (phénicienne, mauritanienne, romaine et romaine tardive) et médiévale jusqu'à la fondation de l'actuelle médina au XVIIIe siècle par le Sultan Sidi Mohamed Ben Abdellah et sa déclaration patrimoine universel de l'humanité.
Le patrimoine naturel de la ville d'Essaouira et de sa région est présenté à travers des panneaux illustrant la richesse du potentiel naturel : la faune et la flore. Une vitrine murale présente notamment les différentes étapes d'extraction de l'huile d'argan.
Une série de photos anciennes retracent le mode de vie et l'évolution architecturale de la médina.

### Étage
Met en scène le patrimoine immatériel de la province d'Essaouira, à travers plusieurs collections :
- La bijouterie traditionnelle met en valeur des œuvres artistiques, synthèse de différentes cultures (amazighe, juive, arabes).
- Les armes sont représentées par une série d'armes à feu et d'armes blanches avec leurs accessoires.
- Une collection de monnaies frappée à Essaouira au XVIIIe siècle.
- La collection de costumes exposée est le reflet d'un art vestimentaire propre à la société marocaine, en particulier Essaouira, durant le XIXe et le XXe siècles.
- Des instruments de musique traditionnelle et profane associés à des objets de rituel à savoir la musique des Gnaoua, Hmadcha, Melhoun, la musique andalouse et amazighe.
- Des œuvres artistiques de bois de thuya dont les coffres, les coffrets et les tables traduisent, avec toute générosité, le savoir-faire du mâalem souiri quant au travail du bois de thuya, exclusivité de la ville.
- des plafonds et des parties de plafonds en bois peint témoignant la création et la finesse du mâalem Zouaq.
- Des tapis provenant d'Essaouira et sa région qui doivent leur production à deux importantes tribus : les Oulad Bou Sbaa et les Chiadma.
- Des amphores romaines en excellent état (Agora K109) et (Pompei VII), des pêcheurs d’algues opérant dans la baie d’Essaouira, ont découvert deux magnifiques amphores romaines, immergées par 15 mètres de fond. Ces céramiques de grande valeur, dont les pêcheurs n’avaient qu’une notion toute relative, ont été acquises par Monsieur Kamal Ottmani de la Galerie Othello qui en a fait don à la délégation de la culture pour le compte du Musée Sidi Mohammed Ben Abdellah d’Essaouira. Des recherches ont permis de savoir que ces amphores romaines étaient de type Agora K 109 et Pompei VII et qu’elles dataient de 2400 ans environ. Elles avaient été manufacturées en mer Égée et servaient au transport de l’huile et du vin.